# Willy Gaertner
Willi „Willy“ Albert Vinzenz Gaertner (* 6. Januar 1899 in Königshütte; † 22. März 1976 in Köln) war ein deutscher Rechtsanwalt und Notar sowie Kandidat des Großdeutschen Reichstages.

## Leben
Nach dem Besuch des Gymnasiums in Königshütte studierte Gaertner Rechtswissenschaften an der Universität Breslau. In den Jahren 1917 und 1918 nahm er aktiv am Ersten Weltkrieg teil. Bei Kriegsende schied er als Leutnant aus dem Militärdienst aus. 1921 wurde er zum Referendar ernannt. Im folgenden Jahr promovierte er an der Universität Breslau mit einer Arbeit über den Strafrechtlichen Schutz der auswärtigen Staatsgewalt und Staatsbehörden zum Dr. iur. Mit dem Ablegen des Assesorenexamens beendete Gartner seinen juristischen Vorbereitungsdienst im Jahr 1925. Anschließend ließ er sich als Rechtsanwalt und Notar in Breslau nieder.
Zum 6. April 1925 trat er der NSDAP bei (Mitgliedsnummer 2.056). Für die Partei wurde er zunächst Gauführer des Bundes Nationalsozialistischer Deutscher Juristen (BNSDJ) und später Gauführer des NS-Rechtswahrerbundes im Gau Schlesien. In dieser Eigenschaft leitete er die Geschäftsstelle des Gaues Schlesien in Breslau, Tauentzienstraße 14.
Des Weiteren übernahm er Aufgaben als Unterabteilungsleiter im Stab des Rechtsabteilung der Reichsleitung der NSDAP und als Amtsleiter („Gauamtsleiter“) in der Rechtsabteilung der Gauleitung der NSDAP im Gau Schlesien. Am Ende des Zweiten Weltkrieges war Gaertner Gaurechtsberater für den Gau Niederschlesien.
In der nach dem Machtantritt der Nationalsozialisten gegründeten Akademie für Deutsches Recht in München wurde Gaertner Mitglied des Erbrechtausschusses. In dieser Stellung war er unmittelbar an der Umgestaltung und Fortbildung des deutschen Rechts im Sinne der nationalsozialistischen Weltanschauung beteiligt. Weiterhin war Gaertner Vorstandsvorsitzender der Anwaltskammer Schlesien und Mitglied des Disziplinarstrafsenats beim Oberlandesgericht Breslau.
Bei der Reichstagswahl 1936 kandidierte Gaertner erfolglos auf einem hinteren Listenplatz. Anlässlich der Reichstagswahlen von 1938 wurde Gaertner erneut in der „Liste des Führers zur Wahl des Großdeutschen Reichstages am 10. April 1938“ als Abgeordneter für den nationalsozialistischen Reichstag nominiert, erhielt aber erneut kein Mandat.
Auf kirchenpolitischem Gebiet wurde Gaertner für den Wahlkreis Schlesien in die Verfassungsgebende Kirchenversammlung der Evangelischen Kirche der Altpreußischen Union gewählt.
Gaertner starb 1976 im Alter von 77 Jahren in einem Kölner Krankenhaus. Er war seit 1925 mit Magdalena Elisabeth, geborene Heisig, verheiratet.

## Werke
- Strafrechtlicher Schutz der auswärtigen Staatsgewalt und Staatsbehörden. Dissertation, eingereicht am 15. Mai 1922 an der Friedrich-Wilhelms-Universität Breslau, 103 S. OCLC 62269858